# Sonnental SG
| SG ist das Kürzel für den Kanton St. Gallen in der Schweiz. Es wird verwendet, um Verwechslungen mit anderen Einträgen des Namens Sonnental zu vermeiden. |

Sonnental ist eine Ortschaft in der politischen Gemeinde Oberbüren im Fürstenland im Kanton St. Gallen in der Schweiz. Sonnental liegt auf der linken Seite der Thur an der Hauptstrasse 7 Wil–St. Gallen.
1482 kaufte die Abtei St. Gallen Durstudlen und vereinigte es mit Lenggenwil zu einer Gerichtsgemeinde. Die äbtische Offnung datiert von 1495. Das nach Henau pfarrgenössige Dorf Durstudlen (auch Thurstuden) wurde 1880 in Sonnental umbenannt.
Die Bewohner des bettelarmen Dorfs wurden von der Nachbargemeinde als «Eihempler» verspottet, die gemeinsam nur ein Hemd besässen, das sie abwechselnd trügen.
Durstudlen bekam 1808 eine eigene Schule und bildete bis 1916 eine eigene Schulgemeinde.

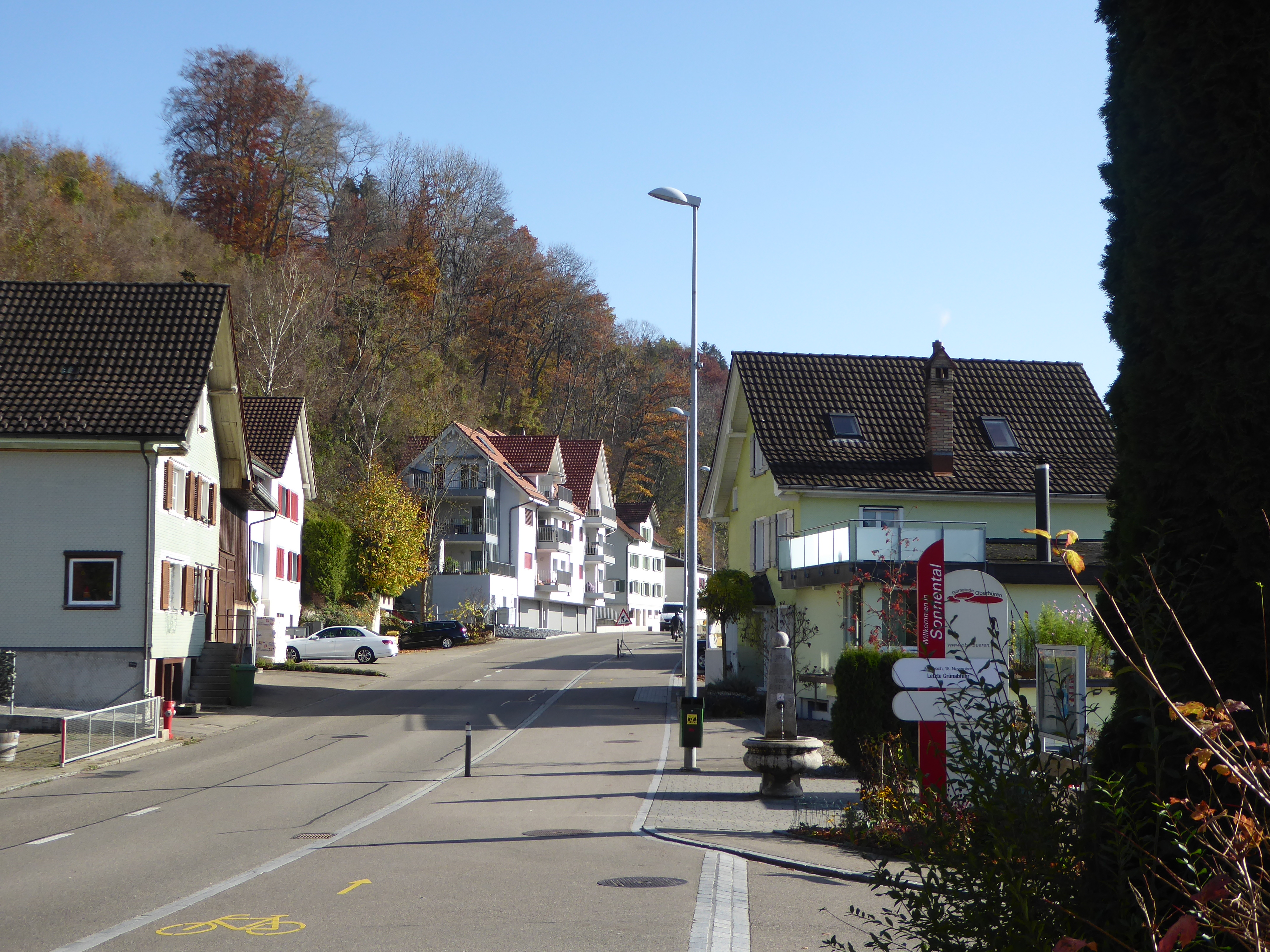
Dorfzentrum mit Strasse Richtung Oberbüren
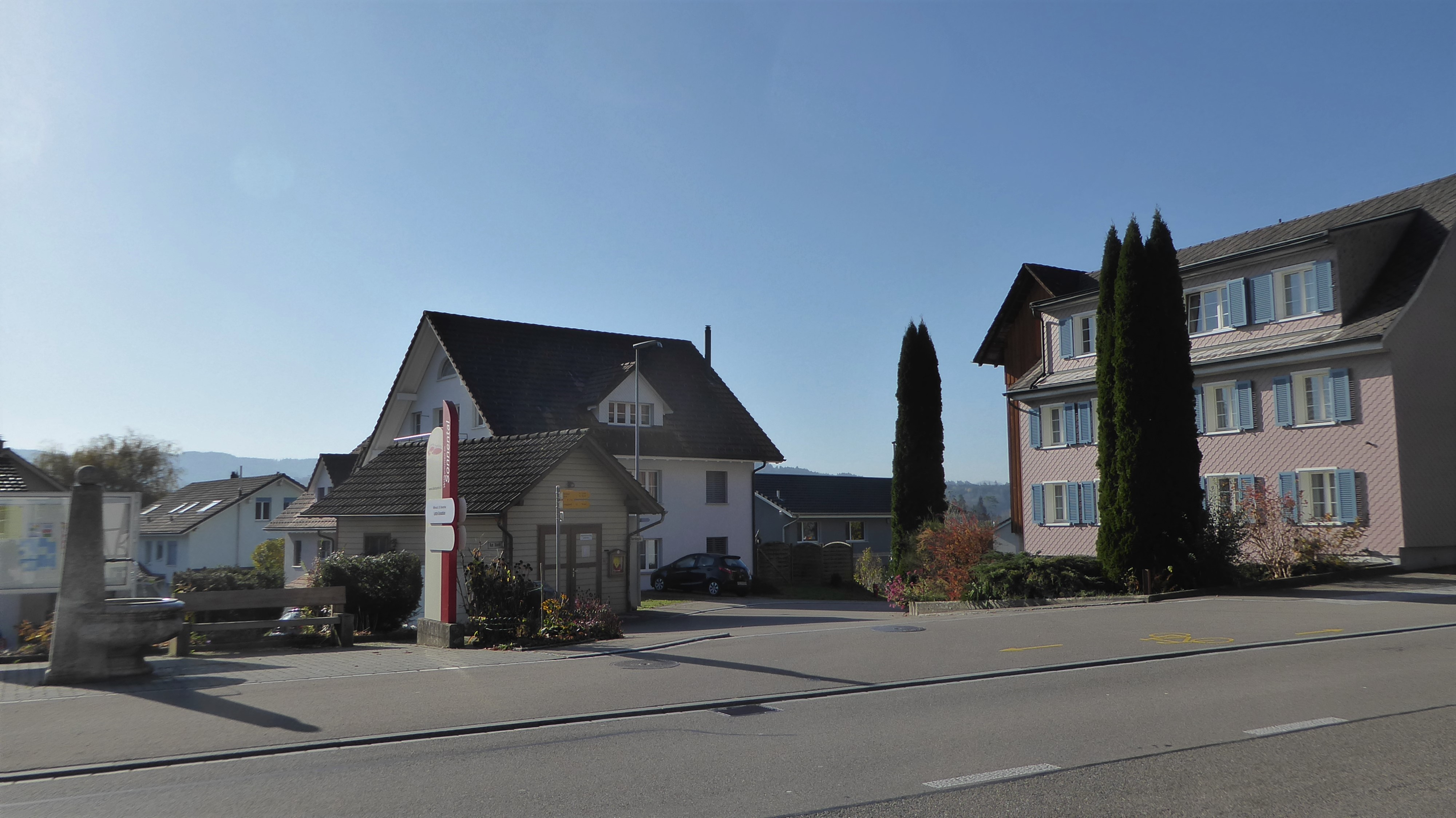
Dorfplatz mit Spritzenhaus
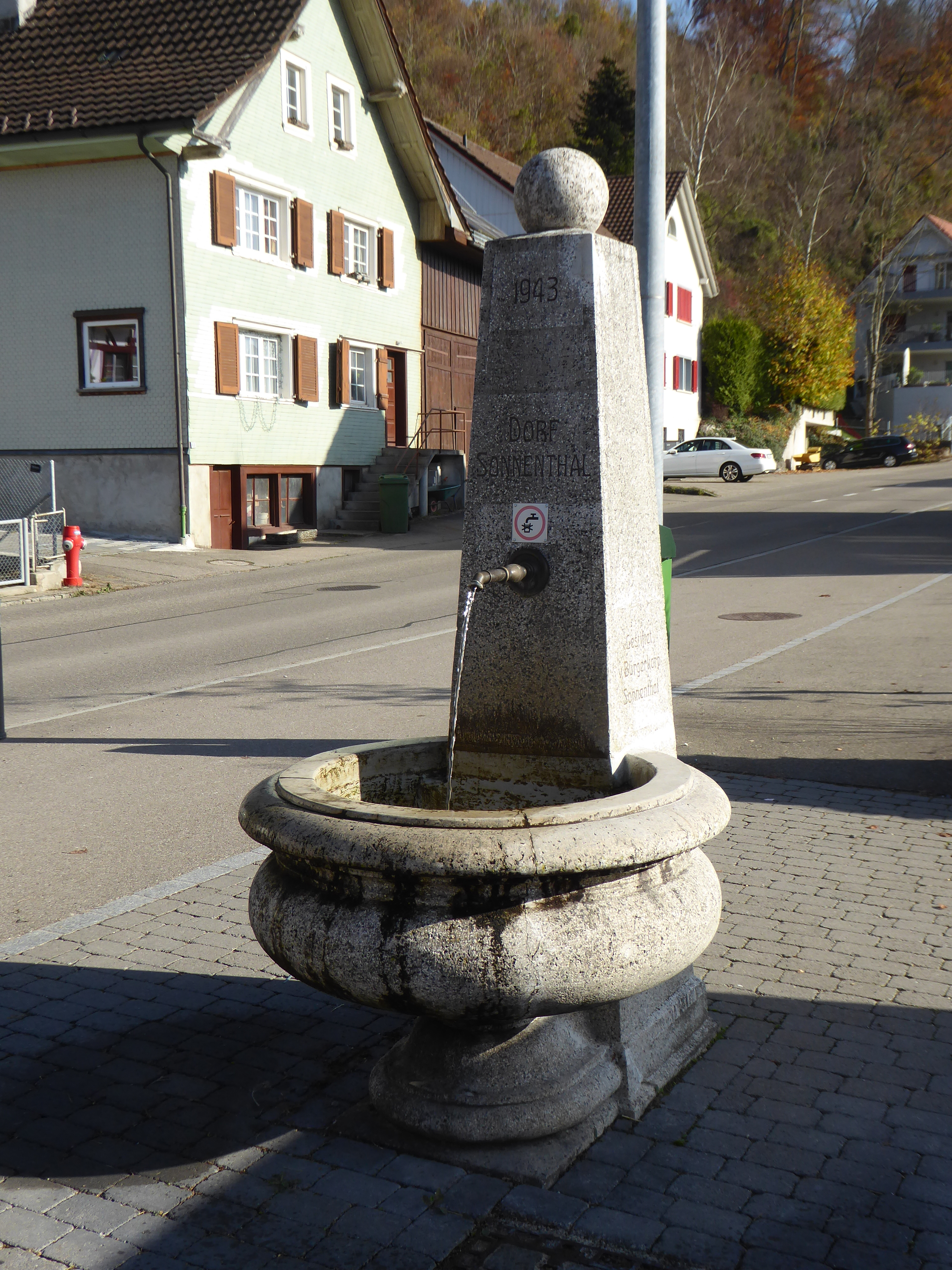
Dorfbrunnen
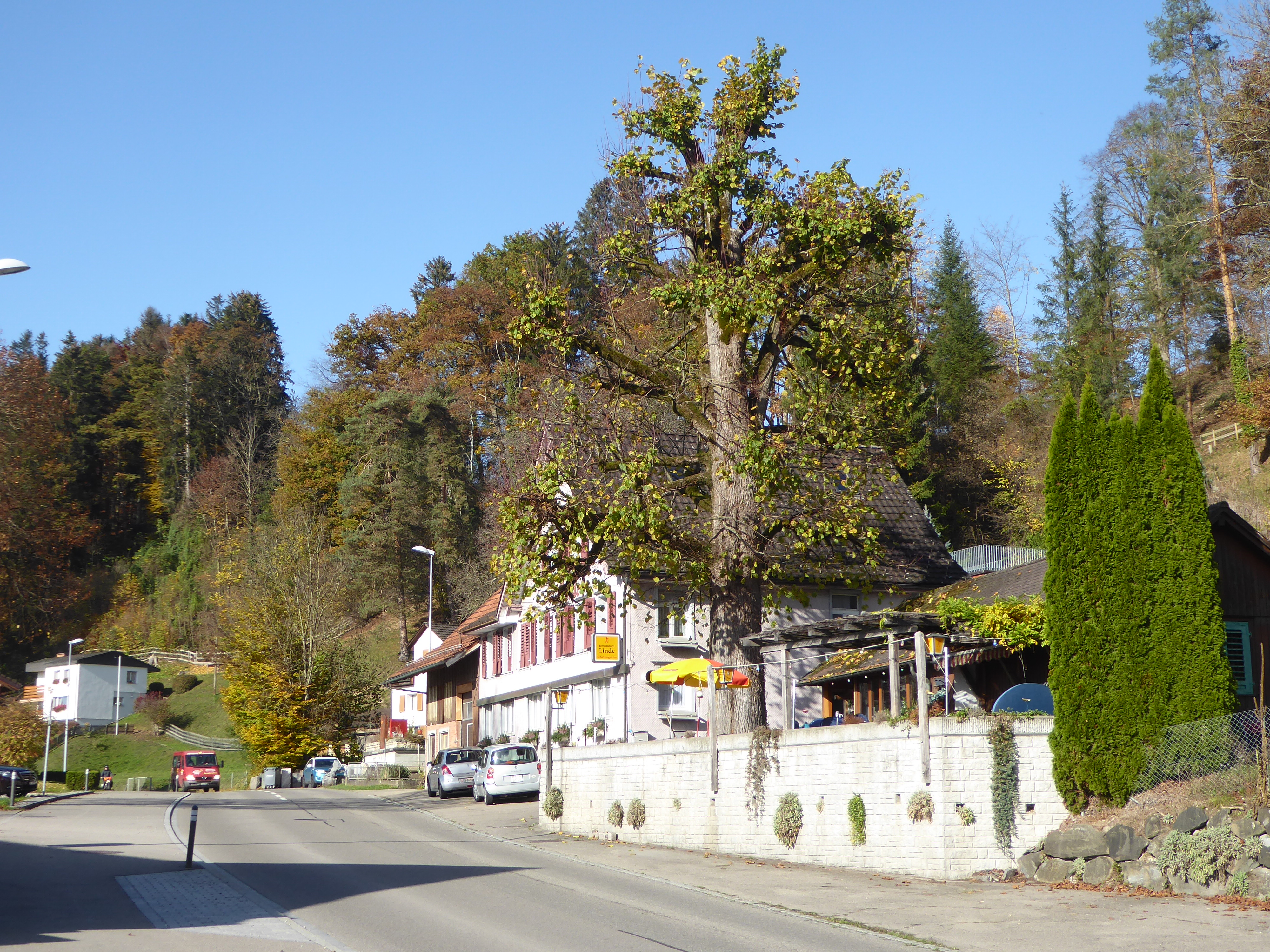
Restaurant «Linde»